# Liste du patrimoine mondial en Lituanie
Cet article recense les sites inscrits au patrimoine mondial en Lituanie.

## Statistiques
La Lituanie accepte la Convention pour la protection du patrimoine mondial, culturel et naturel le 31 mars 1992. Le premier site protégé est inscrit en 1994.
En 2023, la Lituanie compte 5 sites inscrits au patrimoine mondial, tous culturels.
À la même date, le pays a également soumis 1 site culturel à la liste indicative.

## Listes

### Patrimoine mondial
Les sites suivants sont inscrits au patrimoine mondial.
| Id.  | Site                                                                  | Apskritis          | Année | Superficie (ha) | Critères et notes | Coordonnées                                                                                           | Illus. |
| ---- | --------------------------------------------------------------------- | ------------------ | ----- | --------------- | --- | --- | ------ |
| 1187 | Arc géodésique de Struve                                              | Panevėžys, Vilnius | 2005  | 300             | Culturel, (ii), (iii), (vi) Site transfrontalier commun avec la Biélorussie, l'Estonie, la Finlande, la Lettonie, la Moldavie, la Norvège, la Russie, la Suède et l'Ukraine. 3 sites en Lituanie : - Gireišiai (lt) - Meškonys (lt) - Paliepiukai (lt) | 55° 54′ 09″ nord, 25° 26′ 12″ est 54° 55′ 51″ nord, 25° 19′ 00″ est 54° 38′ 04″ nord, 25° 25′ 45″ est |        |
| 541  | Centre historique de Vilnius (lv)                                     | Vilnius            | 1994  | 352,09          | Culturel, (ii), (iv) | 54° 40′ 59″ nord, 25° 16′ 59″ est                                                                     |        |
| 994  | Isthme de Courlande                                                   | Klaipėda           | 2000  | 33 021          | Culturel, (v) Site transfrontalier commun avec la Russie | 55° 16′ 30″ nord, 20° 57′ 43″ est                                                                     |        |
| 1661 | Kaunas, ville moderniste : une architecture de l’optimisme, 1919-1939 | Kaunas             | 2023  | 451,6           | Culturel, (iv) | 54° 53′ 49″ nord, 23° 55′ 45″ est                                                                     |        |
| 1137 | Site archéologique de Kernavė (Réserve culturelle de Kernavė)         | Vilnius            | 2004  | 194,4           | Culturel, (iii), (iv) | 54° 53′ 17″ nord, 24° 49′ 41″ est                                                                     |        |

### Liste indicative

#### Sites actuels
Les sites suivants sont inscrits sur la liste indicative du pays en octobre 2023.
| Id.  | Site                               | Apskritis | Année | Critères et notes                                          | Coordonnées                       | Illus. |
| ---- | ---------------------------------- | --------- | ----- | ---------------------------------------------------------- | --------------------------------- | ------ |
| 1821 | Parc historique national de Trakai | Vilnius   | 2003  | Mixte Inscrit sous le nom Trakai Historical National Park. | 54° 38′ 20″ nord, 24° 56′ 10″ est |        |

#### Anciens sites
Le site suivant a été inscrit par le passé sur la liste indicative du pays, mais n'a pas été retenu.
| Site          | Notes           | Coordonnées                       | Illus. |
| ------------- | --------------- | --------------------------------- | ------ |
| Zervynos (en) | Inscrit en 1993 | 54° 06′ 36″ nord, 24° 29′ 53″ est |        |